# Stegea simplicialis
Stegea simplicialis is een vlinder uit de familie van de grasmotten (Crambidae). De wetenschappelijke naam van de soort is voor het eerst gepubliceerd in 1907 door William D. Kearfott.
De soort komt voor in de Verenigde Staten.